# Kristian Fris
Kristian Fris (Zenta, 1984. április 21. –) szerb kötöttfogású birkózó. A 2018-as birkózó-világbajnokságon a bronzmérkőzésig jutott 60 kg-os súlycsoportban, kötöttfogásban. A 2007-es birkózó világbajnokságon aranyérmet szerzett 55 kg-os súlycsoportban. A 2017-es birkózó Európa-bajnokságot megnyerte 59 kg-ban, 2007-ben bronzérmet nyert. A Mediterrán Játékokon kettő aranyérmet és egy bronzérmet szerzett.

## Sportpályafutása
A 2018-as birkózó-világbajnokságon a bronzmérkőzésig jutott.